# Operace Boxer
Operace Boxer byla izraelská letecká kampaň provedená izraelským vojenským letectvem proti pozicím egyptské armády. Zahájena byla 20. července a trvala do 28. července 1969. Izrael při této operace letecky napadal a ničil egyptská vojenská zařízení podél Suezského průplavu. Jednalo se o největší leteckou kampaň izraelského vojenského letectva od Šestidenní války. Touto operací zároveň vstoupila Opotřebovací válka do nové fáze.

## Předehra
Po porážce arabských zemí v Šestidenní válce ovládl Izrael rozsáhlá území Sinajského poloostrova. Dominantní vojenské postavení, které získal ale neznamenalo konec ohrožení ze strany arabských států, zejména Egypta. Egypt a další arabské země na konferenci v súdánském Chartúmu přijali deklaraci známo také jako  politika tří ne: nejednat s Izraelem, neuznat Izrael a neuzavřít s Izraelem mírovou dohodu. Tato politika uzavřela všechny cesty k mírovému řešení na Blízkém východě. Zejména egyptský prezident Násir se netajil ambicemi získat zpět Sinajský poloostrov a již v roce 1969 se podél Suezského průplavu rozhořely nové boje. Ty se zpočátku omezili na dělostřelecké souboje a nájezdy speciálních oddílů, ale již v létě 1969 boje nabyly na intenzitě. Násir předpokládal, že dlouhá poziční válka a narůstající ztráty vyčerpají Izrael a donutí ho požádat o příměří. Velení izraelské armády se proto rozhodlo pro radikální krok a naplánovalo rozsáhlou leteckou kampaň, která měla ochromit egyptskou armádu a odradit Násira od dalších bojů.
Předehrou operace Boxer, jak byla letecká kampaň označena se stala operace Bulmus 6, při níž provedly izraelské speciální jednotky nájezd na silně opevněnou egyptskou základnu Green Island. Při této operaci izraelští vojáci provedli totální destrukci egyptské systému včasného varování a zařízení pro elektronické sledování ELINT. Zničením zařízení na Green Island se Izraeli podařilo na dlouhou dobu paralyzovat egyptskou protivzdušnou obranu a zajistit izraelským letadlům bezpečí pro provedení operace Boxer.

## Průběh operace
Samotná operace byla rozdělena do několika dnů a tak jednotlivé letecké útoky byly rozlišeny kódovými názvy Boxer 1 až Boxer 6.

### Boxer 1
Operace Boxer 1 byla zahájena 20. července 1969 ve 14 hodin náletem dvou strojů Mirage na pozice protileteckých baterií střel S-75 Dvina západně od Port Saidu. Zničením protileteckých baterií byla egyptská schopnost bránit vzdušný prostor v daném sektoru silně omezena, čehož izraelské letectvo využilo k dalším náletům. Ty provedly letouny Dassault Super Mystère, Dassault Ouragan a Sud Aviation Vautour. Do 17 hodiny provedly 171 útoků, při kterých na egyptské pozice shodily 200 tun výbušnin.
Po ukončení izraelských útoků přišel egyptský odvetný úder. Na izraelské pevnosti Bar Levovi linie na východním břehu suezského kanálu zaútočilo 60 egyptských letadel, zejména MiG-17 a Su-17 doprovázených stíhači MiG-21. Proti nim se vzlétly izraelské Mirage. V následných leteckých bitvách se Egypťanům podařilo sestřelit 2 izraelské Mirage, sami ale přišli o MIGy-17 a jeden MiG-21. Další MiG-17 a Su-7 byly sestřeleny izraelskou protivzdušnou obranou.

### Boxer 2
21. července zaútočily 4 izraelské Douglas A-4 Skyhawk na egyptskou protiletadlovou baterii poblíž Quantarahu. Jejím zničením byl připraven prostor pro následné izraelské nálety. Ty byly zahájeny leteckým útokem izraelských Mirages na egyptskou radarovou stanici v Gebel Ataka a dále pokračovaly útoky na pozice egyptských baterií střel S-75 Dvina a protileteckého dělostřelectva. Během dne provedli Izraelci 161 útoků.
Egyptské vojenské letectvo následně provedlo údery proti izraelským pozicím podél Suezského kanálu. V leteckých soubojích s izraelskými letouny ztratil Egypt 2 Su-7 a 1 MiG-21 sestřelený raketou Šafrir 2. Izraelská protiletecká obrana sestřelila dva egyptské MiG-21 a jeden Su-7.

### Boxer 3
25. července izraelské letouny znovu napadly egyptské pozice podél Suezského kanálu. Při této operaci došlo na izraelské straně omylem k poškození izraelského letadla izraelskou protileteckou obranou. Poškozený letoun se ale bezpečně vrátil na základnu.

### Boxer 4 – 6
Ve dnech 26. až 28 července provedlo izraelské letectvo další údery proti egyptským pozicím, mimo jiné provedly izraelské Skyhawks noční útok. 28. července došlo znovu k leteckým soubojům mezi egyptským a izraelským letectvem. Souboje se ale obešly beze ztrát.

## Výsledek
Z taktického hlediska byla izraelská kampaň úspěšná. Během přibližně 500 letů způsobilo izraelské vojenské letectvo egyptské armádě značné materiální škody. Egyptské lidské ztráty byly odhadnuty na 300 vojáků. Kvůli těmto ztrátám byla silně omezena egyptská schopnost podnikat útoky proti izraelským pozicím a boje v oblasti Suezského kanálu polevily. Ze strategického hlediska byl výsledek izraelské kampaně spíš rozporuplný. Izraeli se nepodařilo odradit Egypt od pokračování války. Egyptská armáda škody nahradila a boje se ještě zintenzivnily.
Izrael nadále posiloval úlohu svého letectva, kterému se po úspěchu v Šestidenní válce začalo přezdívat létající dělostřelectvo. To se v krátkodobém horizontu jevilo jako úspěšná taktika, ale v delším horizontu se podcenění role pozemního dělostřelectva jako důležitého taktické prvku ukázalo chybným.